# Färingtofta
Färingtofta is een plaats in de gemeente Klippan in het Zweedse landschap Skåne en de provincie Skåne län. De plaats heeft 73 inwoners (2005) en een oppervlakte van 15 hectare. Färingtofta wordt omringd door zowel landbouwgrond als bos. In Färingtofta staat de kerk Josephina kyrka, deze kerk stamt oorspronkelijk uit de 13de eeuw, maar werd tijdens de 19de eeuw erg verbouwd. De plaats Klippan ligt zo'n twintig kilometer ten noordwesten van het dorp.
Klippan · Ljungbyhed · Östra Ljungby · Stidsvig · Klippans bruk · Krika · Riseberga · Allarp · Skäralid · Källna · Tornsborg · Färingtofta · Bonnarp · Gråmanstorp · Forsby